# Chamaedorea geonomiformis
Chamaedorea geonomiformis es una especie de palmera que se distribuye por Centroamérica.

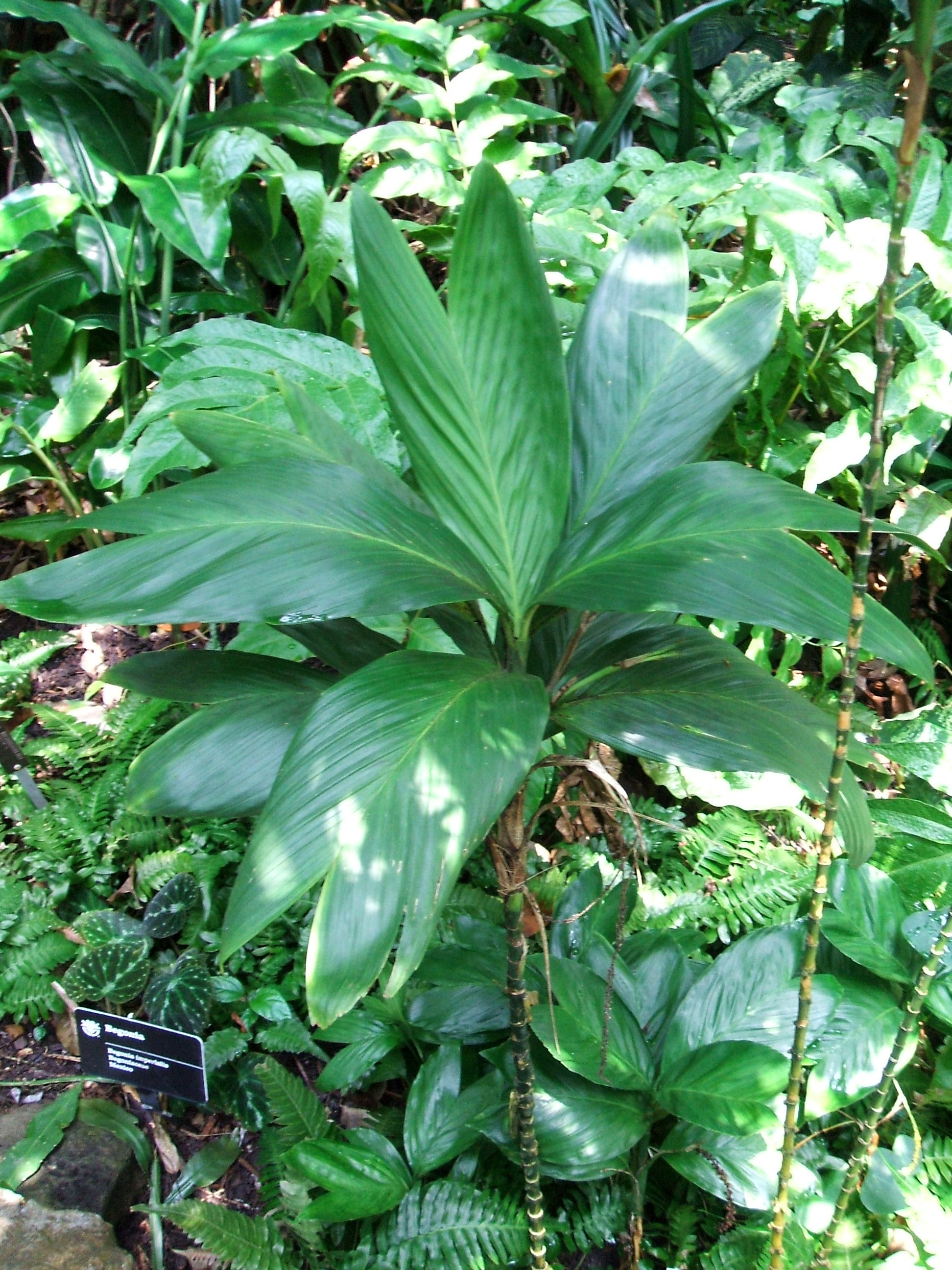
Detalle de las hojas

## Descripción
Son palmas con tallos solitarios,  erectos o decumbentes de vez en cuando, que alcanzan un tamaño de 1,5 m de altura, a menudo sin tallo. Las hojas: 50-10, erectas, verdes , la vaina de 8-10 cm de largo, tubular, verde, pecíolo 2-15 cm de largo, plano y verde arriba, redondeados y pálido por debajo; raquis de 11-22 cm de color amarillento, la hoja de 15 a 30 x 15 cm, incisas apicalmente, oblanceoladas u oblongo-elípticas, lóbulos agudos, sólo superficialmente y oscuramente dentadas hacia el ápice, 9-12 nervios a cada lado del raquis. Inflorescencias: interfoliares pero a menudo infrafoliares. El fruto globoso, de color negro azulado. 

## Distribución y hábitat
Es una especie que se encuentra en el bosque húmedo en la vertiente atlántica, principalmente en altitudes bajas, pero a la elevación de 1000 m, a menudo en la piedra caliza. Se distribuye por Belice, Guatemala, Honduras y México.

## Taxonomía
Chamaedorea geonomiformis fue descrita por Hermann Wendland y publicado en Allgemeine Gartenzeitung 20(1): 1–3, en el año 1952. (3 Jan 1852)
Etimología
Chamaedorea: nombre genérico que deriva de las palabras griegas: χαμαί (chamai), que significa "sobre el terreno", y δωρεά (dorea) , que significa "regalo", en referencia a las frutas fácilmente alcanzadas en la naturaleza por el bajo crecimiento de las plantas.
geonomiformis, epíteto latino que significa que tiene una forma o hábito similar a las palmas del género Geonoma.
Sinonimia
- Chamaedorea fenestrata H.Wendl.
- Chamaedorea humilis H.Wendl.
- Chamaedorea tenella H.Wendl.
- Geonoma fenestrata (H.Wendl.) H.Wendl.
- Geonoma humilis auct.
- Nunnezharia fenestrata (H.Wendl.) Kuntze
- Nunnezharia geonomiformis (H.Wendl.) Hook.f.
- Nunnezharia tenella (H.Wendl.) Hook.f.
- Nunnezharia tenella (H. Wendl.) Kuntze[5]

## Nombres comunes
Pacaya - Honduras; capucacapocha - Guatemala